# 江戸川事件
江戸川事件（えどがわじけん）は、北朝鮮（朝鮮民主主義人民共和国）によるスパイ事件。1965年（昭和40年）8月2日摘発（検挙）。

## 概要
第二次世界大戦終結後、アメリカ合衆国軍政下のソウル市で無線通信局の通信業務についていた宋嬉燉は、1950年に朝鮮戦争が起こると北朝鮮に入り、そこでも無線技術士の職に就いた。1956年（昭和31年）1月、宋嬉燉は北朝鮮工作員として当局より召喚され、約8カ月のスパイ訓練を受けた。
平山正雄こと宋嬉燉は1956年9月上旬、石川県金沢市の金石海岸から日本に密入国し、在日韓国人名義の外国人登録証を入手したうえで東京都内の在日朝鮮人Aが経営する飲食店の支配人という身分を偽装した。さらに、宋はAの資金援助を受けながら、帰国した朝鮮人が日本に残した財産を収奪して塗装会社を経営した。そして、日本で獲得した工作員を韓国（大韓民国）に派遣したほか、韓国駐日代表部の人員の抱き込み、さらに韓国の大学教授の抱き込みなどの工作活動を行った。1965年8月2日、警視庁は宋嬉燉（当時42歳）を逮捕し、無線機等を押収した。
宋嬉燉は、1965年10月27日、東京地方裁判所において外国人登録法違反で懲役1年、執行猶予2年の判決を受けた。宋は、1966年（昭和41年）、自費で北朝鮮に出国した。